# Carolina Soto Losada
Carolina Soto Losada (Bogotá, siglo XX) es una economista colombiana.

## Biografía
Economista egresada de la Universidad de Los Andes en 1996. Trabajo en Fedesarrollo, en el Ministerio de transporte durante el gobierno de Andrés Pastrana, en Planeación Nacional y estudió su maestría en Administración Pública en la Universidad de Columbia. Retorno a Planeación Nacional y fue parte del Ministerio de hacienda en el gobierno de Álvaro Uribe, luego trabajo en la Corporación Andina de Fomento, y en Fasecolda.
Para 2012 fue nombrada Viceministra de Hacienda y Crédito Público de Colombia en el gobierno de Juan Manuel Santos.Luego fue Alta Consejera para la Competitividad y el Sector Privado entre 2015 y 2018, posteriormente hizo parte de la Junta directiva del Banco de la República entre 2018 y 2021.
En el año 2021, Carolina Soto Lozada decidió renunciar a su puesto como codirectora del Banco de la República para unirse a la campaña presidencial de su esposo Alejandro Gaviria.
Fue nombrada en 2024 como parte de la Comisión de expertos ad honorem que trabajará de manera conjunta con la Secretaría de Hacienda de Bogotá en la administración de Carlos Fernando Galán.

## Familia
Esta casada desde 2005 con Alejandro Gaviria y tienen un hijo.